# Identification projective
L' identification projective, désigne, en psychanalyse, le fait de projeter sur un objet des caractéristiques du soi pour s'y reconnaître. L'identification projective peut devenir un mécanisme de défense  pathologique qui consiste à prendre possession de cet objet (qui peut être une personne) dans une tentative de contrôle et d'annihilation de cet objet dont les caractéristiques propres sont alors niées.

## Origine
Cette notion est introduite par Melanie Klein en 1946 dans le cadre de la relation mère enfant, pour identifier un phénomène réunissant identification (se reconnaître, comme dans un miroir) et projection (faire endosser ses sentiments refoulés à un élément extérieur). Dans ce cadre, il s'agit d'un passage obligé et provisoire de la mise en place de la psyché de l'enfant relativement à l'objet primaire, associé au mécanisme de projection - introjection qu'elle décrit. « Il s'agit de décrire le monde fantasmatique de l'enfant (son imaginaire), sur la valeur structurante de l'image maternelle. »
Dans son imaginaire l'enfant garde schématiquement en lui ce qui est bon, et projette dans l'image maternelle ce qui est mauvais. Une deuxième étape suivant la projection est l'identification à ce qui a ainsi été projeté, c'est l'identification projective qui aboutit donc, dans le développement normal, à la réintégration de ce qui a été projeté. Wilfred Bion développera d'ailleurs l'idée que l'identification projective est un mécanisme structurant autorisant la capacité de penser. Il distingue clairement cette identification projective normale d'une identification projective pathologique.
L'identification projective devient pathologique si elle n'est plus transitoire mais un moyen de déni de la réalité. Elle peut ainsi consister à : projeter sur l'autre un contenu mental perturbant et contrôler cet autre de par ce contenu ; et pénétrer l'intérieur d'un objet pour en prendre possession ou le dégrader. Elle peut donc être une forme d'agression quand l'objet de cette identification est une personne. Donald Meltzer distingue ce cas, en proposant le terme d'identification intrusive, identification qui substitue à la personne réelle ce que le mécanisme de défense a besoin d'en percevoir. La notion d'identification projective est notamment employée pour démêler le transfert psychotique. L'identification projective pathologique, selon Bion, conduit à la formation d'objets bizarres. Herbert Rosenfeld développe, clarifie et élargit cette notion.

## Identifications
Parmi les objets du monde interne, le Moi peut s'identifier à l'un d'entre eux avec pour conséquence son altération pour devenir semblable à l'objet.
L'identification intrusive désigne l'identification projective sous un autre angle, pour souligner l'impact qu'elle produit sur autrui. Donald Meltzer l'a renommée ainsi lors de son travail sur l'autisme afin de mettre en avant l'agression que ce mécanisme de défense peut représenter pour l'autre.
L'identification adhésive est aussi un concept de Donald Meltzer (1975) qui se réfère aux observations du nourrisson d'Esther Bick qui a mis en évidence la peau comme « objet primaire » qui stabilise le Moi dans la position schizo-paranoïde.